# 阿林娜·申卡连科
阿林娜·维塔利耶芙娜·申卡连科（烏克蘭語：Аліна Віталіївна Шинкаренко，1998年11月14日—），乌克兰女子花样游泳运动员，2017年世界游泳锦标赛自由组合银牌得主、2019年世界游泳锦标赛焦点自选金牌得主、集体技术自选、集体自由自选和自由组合铜牌得主、2020年夏季奥运会集体铜牌得主。